# 色诺克拉底
色诺克拉底（英語：Xenocrates，前395年—前315年），古希腊哲学家之一，一生大部分时间均在雅典学园学习研究。公元前339年起任学园领袖，直至终年。有70余部作品归其名下，但现仅有大题存世。

## 扩展阅读
- 本条目包含来自公有领域出版物的文本: Chisholm, Hugh (编).  (第11版). London: Cambridge University Press. 1911.